# Maison du Léopard
La « Maison du Léopard » est une maison de style baroque située au numéro 105 de la rue du Marché aux Herbes à Bruxelles, à quelques dizaines de mètres de la Grand-Place.
Cette maison abrite l'entrée de la Galerie Agora.

## Historique
La Maison du Léopard a été érigée en 1697 par les maçons J. Drapier et M. de Dismes pour Chr. Bultinck,.

## Statut patrimonial
Les maisons de la rue du Marché aux Herbes 87 à 111, dont la Maison du Léopard, font l'objet depuis le 20 septembre 2001 d'un classement comme « ensemble de maisons traditionnelles » sous la référence 2043-0544/0,.

## Architecture
La Maison du Léopard possède une étroite façade baroque au parement de pierre blanche, de trois niveaux et deux travées, constituée d'un rez-de-chaussée lourdement transformé pour constituer l'accès à la galerie commerciale Agora, de deux étages et d'un pignon baroque,.
Chacun des deux étage est rythmé par trois hauts pilastres plats sommés de chapiteaux d'ordre toscan,. Entre ces pilastres prennent place de grandes fenêtres à croisillons de bois dont les allèges sont ornées de balustres,.
Au sujet des pilastres, on notera qu'on ne peut pas parler d'ordre colossal car, s'ils unissent le premier et le second étage, ils sont interrompus au niveau des allèges du second étage.
La façade est couronnée par un pignon baroque porté par un puissant entablement à frise plate : le premier registre du pignon est percé de deux fenêtres rectangulaires séparées par un pilastre tandis que le second registre est composé d'une balustrade et de volutes,.

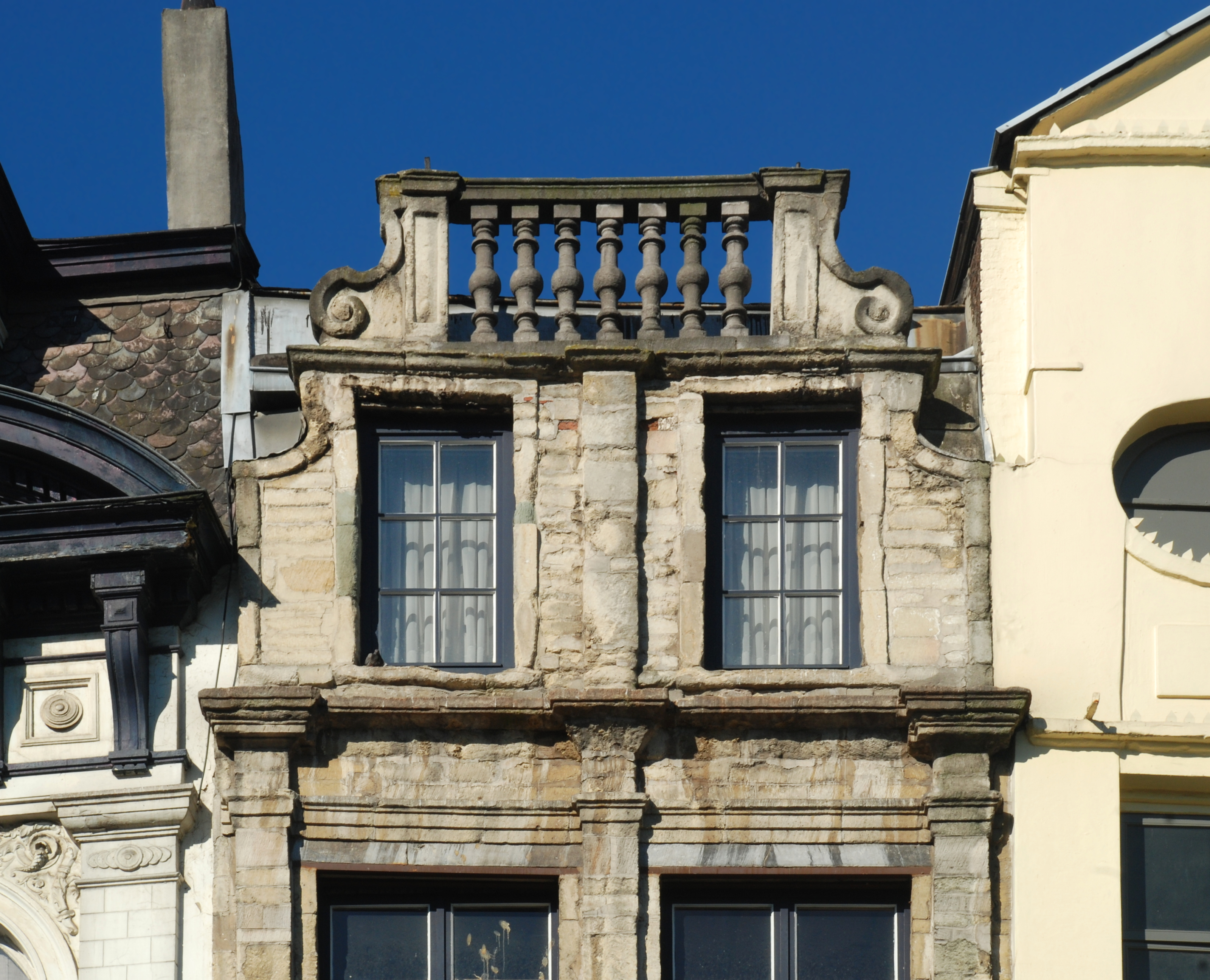
Pignon.
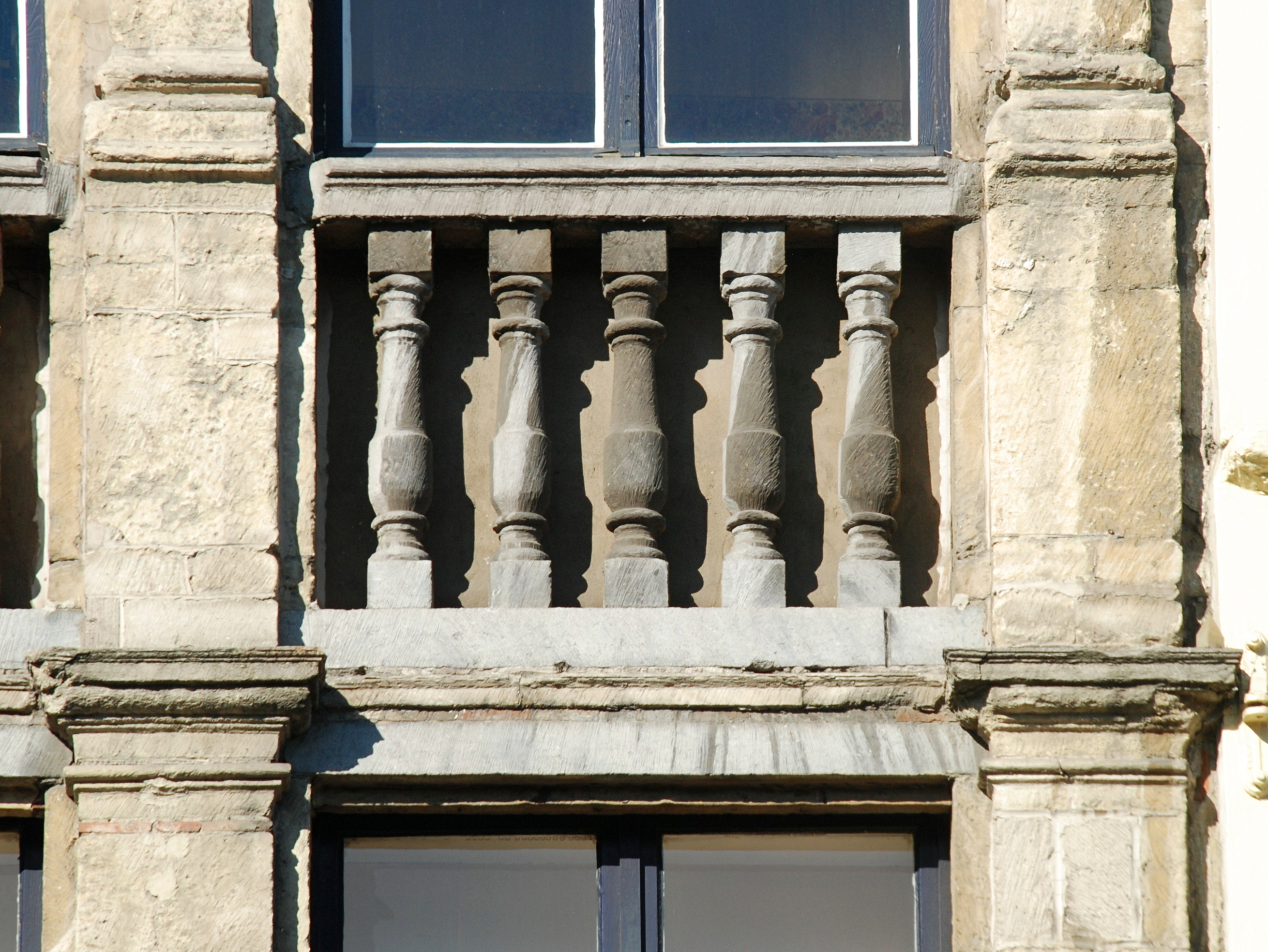
Balustres.

## Accessibilité
| ___ | Ce site est desservi par la station de métro : Gare Centrale. |